# Adolf Huschke
Adolf Huschke (Berlino, 14 ottobre 1891 – Oranienburg, 28 agosto 1923) è stato un ciclista su strada e pistard tedesco, professionista dal 1910 al 1923 anno della sua prematura morte avvenuta, a soli 32 anni, durante il Rund un Berlin a causa di una rovinosa caduta.
Vinse il Meisterschaft von Zürich 1923, precedendo il forte corridore elvetico Heiri Suter.
Corridore completo seppe imporsi nelle principali competizioni tedesche della sua epoca; fece sua la seconda edizione del Deutschland Tour nel 1922, dopo essere già stato secondo nella prima.
Fu Campione tedesco di ciclismo su strada nello stesso anno e vinse due edizioni del Rund um Köln.
Si distinse anche nelle prove su pista dove seppe cogliere successi parziali in particolare nelle gare dell'Omnium e dell'Americana.
Anche suo fratello Richard fu un abile ciclista, ottimo pistard ed anch'egli vincitore di un titolo nazionale in linea nel 1925; suo figlio Gerhard ebbe meno fortuna ma comunque partecipò ai Campionati del mondo di ciclismo su strada 1934 svolti a Lipsia chiudendo al quarto posto la rassegna, mentre suo nipote Thomas è stato Campione del mondo fra i dilettanti nell'inseguimento individuale.

## Palmares
- 1910 (Individuale, quattro vittorie)

Berlino-Baruth-Berlino
Berlino-Müncheberg
Berlino-Jüterbog-Berlino
Berlino-Brandenburgo-Berlino
- 1911 (Continental, undici vittorie)

Rund um Köln
Rund um Berlin
Rund durch Mecklenburg
Rund durchs Havelland
Berlino-Lipsia-Berlino
Berlino-Gransee-Berlino
Dauerfahrt durch das Herzogtum Oldenburg
Großer Märkischer Straßenpreis
Meisterschaft von Berlin
2ª tappa Deutschland Tour (Dresda > Efurt)
3ª tappa Deutschland Tour (Efurt > Norimberga)
- 1914 (Continental, una vittoria)

Rund um die Gletscher
- 1920 (Continental, sette vittorie)

Großer Straßenpreis von Hannover
Großer Straßenpreis von Rhein
Rund um Spessart und Rhon
Dresda-Lipsia-Dresda
Dresda-Berlino-Dresda
Berlino-Hannover
Meisterschaft von Westdeutschland
- 1921 (Continental, nive vittorie)

Campionati tedeschi, Prova in linea
Rund um Köln
Rund um die Hainleite
Rund durch Sachsen
Rund um Breslau
Rund durch Schwaben
Dresda-Berlino-Dresda
Grosser Strassenpreis von Hannover
1ª tappa München-Berlin (Monaco di Baviera > Saalfeld)
- 1922 (Continental, dieci vittorie)

Berlino-Cottbus-Berlino
Norimberga-Monaco di Baviera-Norimberga
Rund durch Sachsen
Rund um Spessart und Rhon
Rund um Breslau
1ª tappa Deutschland Tour (Colonia > Aquisgrana)
2ª tappa Deutschland Tour (Aquisgrana > Treviri)
5ª tappa Deutschland Tour (Treviri > Mannheim)
Classifica generale Deutschland Tour
2ª tappa München-Berlin (Saalfeld > Berlino)
- 1923 (Individuale, sei vittorie)

Meisterschaft von Zürich
Berlino-Cottbus-Berlino
Rund um Spessart und Rhon
Großer Straßenpreis des Saargebiets
1ª tappa Monaco-Berlino (Monaco di Baviera > Pößneck)
1ª tappa Berlino-Colonia (Berlino > Hannover)

### Pista
- 1921 (Continental, una vittoria)

Corsa a punti, 10km a Colonia
- 1922 (Continental, cinque vittorie)

5 miglia a punti asquadre a Berlino (con Willi Lorenz, Karl Saldow e Bauer)
Americana sui 150 giri a Berlino (con Arthur Nörenberg)
Omnium a squadre a Berlino  (con Max Hahn e Karl Saldow)
Omnium a Berlino (25 ottobre)
Omnium a Berlino (6 dicembre)
- 1923 (Individuale, due vittorie)

Großer Brennabor-Preis a Berlino
Corsa ad handicap 800m ad Amsterdam

## Piazzamenti

### Classiche monumento
- Giro di Lombardia

1921: ritirato